# 天体衝突

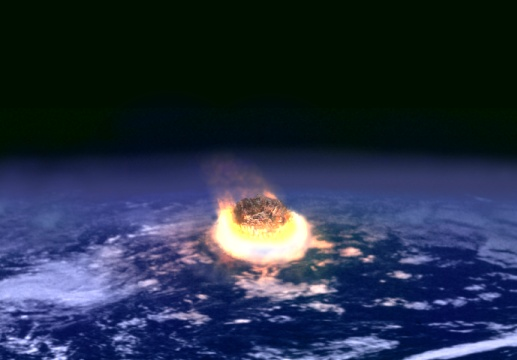
衝突のイメージ

天体衝突（てんたいしょうとつ）とは、小惑星や彗星といった宇宙にある天体が、地球など他の天体に衝突することである。隕石の落下を伴う場合は、隕石衝突、隕石落下とも言われ、衝突された側の天体に、クレーター（衝突クレーター・隕石孔）を残すこともあると考えられる。
天体衝突は太陽系天体の形成・進化に大きく寄与してきた。月やその他の岩石天体が多くのクレーターに覆われているという事実は、天体衝突が太陽系の歴史において普遍的な現象であることを示している。また、K-Pg境界のように、地球への天体衝突イベントには地質学的に記録されているものもあり、こうした衝突は地球生命圏の進化に大きな影響を与えたと考えられている。

## 衝突のエネルギー
衝突のエネルギーは衝突天体のもつ運動エネルギーで与えられ、速度と質量で特徴づけられる。ニュートン力学では、等速直線運動をする物体の運動エネルギー E は、質量 m、速さ vとして
{\displaystyle E={1 \over 2}mv^{2}}
である。よって、質量 m と速さ v の2乗に比例する。つまり、速さが2倍になればエネルギーは4倍になる。
衝突天体が球体であれば、質量 m は衝突天体のサイズから見積もることができる。ρを天体の密度、Rを半径とすれば、
{\displaystyle m=\rho {4 \over 3}\pi R^{3}}
である。よって質量 m は半径 R の3乗に比例する。つまり、サイズが2倍になれば、質量及びエネルギーは8倍になる。

## 衝突が与える影響
互いに衝突する二天体のサイズが大きく異なり、衝突・被衝突を区別できる場合、衝突する側の天体を衝突天体（impactor; インパクタ)、衝突される側の天体をターゲット天体（target）と呼ぶ。ここではターゲット天体に及ぼす影響について論じる。
地球のような大気のあるターゲット天体への天体衝突では、大気による空力加熱が衝突天体に生じる。一般に、天体が大きく、遅いほど空力加熱による蒸発に時間がかかり、大気圏内での加熱でも分解・気化（蒸発）しきらず、地上まで形を保つものもある。これが隕石である。そうした隕石が陸地に落ちた場合、人類によって発見されたり、衝撃によってクレーターを形成したりすることがある。なお、大気が無い場合は、衝突天体は空力加熱による蒸発および減速を経験しないままターゲット天体の地表面に到達し、衝突エネルギーに応じたクレーターを形成する。
大規模なクレーターができるほどの天体衝突が起きた場合、衝突天体から供給された物質と、衝撃でターゲット天体から飛散した物質とが舞い上がる。これをイジェクタ（衝突放出物）という。このイジェクタが降り積もることで、クレーター周辺にはイジェクタブランケットと呼ばれる特徴的な堆積地形を形成することがある。ターゲット天体に大気がある場合は、細かいイジェクタ粒子が大気に滞留して全球的に拡がることもあり、この場合、ターゲット天体の地表の広い範囲にイジェクタ粒子を含む新たな地層が形成される。こうしてできた地層を、イジェクタ層と呼ぶ。この地層には、衝撃変成作用を受けた鉱物が含まれていたり、イリジウム異常が観察されたりすることがある。
大規模な天体衝突は、局地的な衝突加熱を引き起こしたり衝撃波を発生させる。地球の場合は、落下地点が海洋である場合は津波を、比較的浅い水域や陸地である場合は舞い上がった粉塵が太陽光を遮断することによる気温の低下（隕石の冬）を引き起こし、生物に甚大な被害を与える。恐竜やアンモナイトなどが絶滅したK-Pg境界は、中生代白亜紀末に直径約10kmの天体がメキシコ・ユカタン半島に衝突したことで引き起こされたと考えられている。このように、大量絶滅には天体衝突が原因と推定されるものもある。
さらに巨大な天体が衝突した場合、大規模な衝突加熱によってターゲット天体の固体表面が全溶融したり、ターゲット天体の周領域にイジェクタによるデブリ円盤を生じ、月のような衛星を形成すると考えられている（ジャイアントインパクト説）。また、天王星の自転軸が大きく傾いているのは、過去に惑星サイズの天体が衝突したためとも言われている。このような大事変を伴う天体衝突は、太陽系の歴史の初期にしばしば起こっていた。

## 過去の天体衝突
以下は、近代の主な天体衝突、および過去の天体衝突と推測されている事例である。
2013年チェリャビンスク州の隕石落下
人口密集地帯上空を隕石が通過し、衝撃波や熱線により多数の人が負傷した。原因が天体衝突と確定している中では初の大規模災害。
2008 TC3(2008年)
直径4.1m。隕石として地球に衝突する前に小惑星として観測された初の事例。衝撃力はTNT火薬換算で1.1〜2.1キロトン（戦術核兵器級）。
ツングースカ大爆発(1908年)
空振により広大な森林の樹木が薙ぎ倒された。爆発直後には十分な調査が行われなかったため長らく原因が断定されなかったが、科学的再調査の結果2012年に隕石破片を発見、2013年には隕石であることが確定した。天体直径は60m〜100m、衝撃力はTNT火薬換算で5〜15メガトン（ビキニ水爆級）と推定されている。
中国の古文書に記録された隕石衝突
ジェット推進研究所(JPL)の研究グループは中国の古文書を調査し、7件の隕石災害とみられる記述を報告している。最古の記録は隋書にある616年1月14日の隕石で、反乱軍陣地の攻城塔が破壊され10名が死亡。1490年の陝西省での隕石では1万人以上の犠牲が記録されている。(慶陽流星雨)
カーリ・クレーター
紀元前660年頃、現在のエストニア、バルト海のサーレマー島に直径約100mのカーリ・クレーターを代表とする、少なくとも9つのクレーター群が形成される。古代ヴァイキングの叙事詩には恐ろしい悲劇と描写され、人的被害があったと考えられている。
ケビラ・クレーター
約2800万年前、現在のエジプトに直径約31kmのクレーターを形成。古代エジプト人が装飾に使用したリビアングラスの生成原因について、かつては彗星衝突説などもあったが、2008年に当クレーターが発見されたことにより天体衝突説が確定したとされる。
チクシュルーブ・クレーター
メキシコのユカタン半島にある約6550万年前のチクシュルーブ衝突体の落下跡。直径150km。衝突エネルギーは広島原爆10億個分。恐竜絶滅の原因とされている（ただし、シバ・クレーターを形成した衝突が恐竜絶滅の原因とする説もある）。
シバ・クレーター（Shiva crater）
約6550万年前の小惑星の衝突跡であると、一部の古生物学者が主張する地形。インドのムンバイ西海底にある。長さ600km、幅400kmの長方形の形状。白亜紀の動植物絶滅の原因とする者もいるが、地球科学者は衝突痕とは認めていない。
ウィルクスランド・クレーター
約2億5100万年前の天体衝突によってできた直径490~500kmのクレーターが南極大陸ウィルクスランド氷床下にあると、2006年に報告された。天体直径は50km以上と推定される。地質年代区分的には、P-T境界とも呼ばれるペルム紀末の大絶滅の原因と考えられ、研究が進められている。
ジャイアントインパクト説
惑星形成論と月の岩石の観察から示唆されている地球誕生直後の衝突。月の起源の有力な説である。

## 地球に衝突する可能性のある小惑星
太陽系には多数の小惑星が存在しているが、その中には地球の公転軌道と近接した軌道を有する小惑星も存在することが知られている。このような小惑星を地球近傍小惑星（Near Earth Asteroid, NEAs）と言う。また、その中でも地球への衝突リスクが高い小惑星は潜在的に危険な小惑星（Potentially Hazardous Asteroid, PHA）に分類されている。過去には2014年に接近する(143649) 2003 QQ47や2029年に接近するアポフィス、2048年に接近する2007 VK184、2880年に接近する(29075) 1950 DAが地球に衝突するのではと騒がれたこともあったが、後に衝突確率はほぼゼロとなっている。地球に衝突する確率及び予測被害状況を表す尺度にトリノスケールが提案されており、アポフィスは一時的にトリノスケール4、2024 YR4はトリノスケール3と評価されていた。
小惑星を含む地球近傍天体は惑星摂動によって軌道が大きく変化することも知られている。基本的に太陽に近いほど公転速度は速いため、地球近傍天体は頻繁に水星、金星、地球、火星に接近する。これらの惑星からの重力の影響で地球近傍天体は軌道が変化し得ることが指摘されている。また、これらの天体とは比べものにならないほど強い引力を持った木星などの引力の影響を受けて軌道が変化する可能性もある。したがって、衝突リストは変更されることもある。
なお、前述のトリノスケールでは「局所的大被害が起こり得る衝突は数百年から数千年に1回」、「全地球的大被害の起こり得る衝突は1万年〜10万年に1回」の発生確率としている。ちなみに、2008 TC3程度の非常に小型の天体であれば、年間2〜3個の割合で地球に落下している。

## 天体衝突への警戒と対策
小さい地球近傍小惑星は、未発見のものも多いと考えられるため、既知小惑星の追跡観測だけでなく、新規発見への努力が続けられている。日本では美星スペースガードセンター（岡山県井原市）が取り組んでいる。地球に衝突する可能性が高い小惑星が見つかった場合を想定した避難などの対策も検討されている。国際宇宙航行アカデミー（IAA）は小惑星衝突対策を議論する国際会議「PLANETARY DEFENSE CONFERENCE」を開催しており、日本は第5回会議（2017年5月15日 - 19日）の会場となった。
この会議で日本側責任者を務めた宇宙航空研究開発機構（JAXA）吉川真准教授によると、アメリカ航空宇宙局（NASA）や欧州宇宙機関（ESA）、国際連合（UN）では隕石衝突への対策組織を設けている。地球衝突への10年程度前に発見できれば、現在の技術でも回避が可能であるという。
小惑星の地球衝突を未然に防ぐ対策としては、人類が打ち上げた宇宙機の微小な重力による牽引や接触で軌道を変更する、核爆発などで破砕するといった方法が提案されている。
NASAなどの研究チームは、2135年に地球へ衝突する可能性が僅かにある小惑星「ベンヌ」（直径約500m）を例として、全長9mの大型宇宙船を10年間に50回ぶつけて徐々に軌道を変えるか、核兵器の使用検討が必要であると試算している。
2022年、探査機の衝突による軌道変更実験「DART」が実行された。
またNASAは2016年に「惑星防衛調整局」（PDCO）を設立している。

## 天体衝突を扱った作品
天体衝突に伴う社会の混乱を描く作品や、人為的に衝突を回避させようとする計画を描いたSFが多く発表されている。自然の天体を、地球などに落下させる質量兵器として利用（隕石爆撃や遊星爆弾）する作品もある。